# Bilgetigin
Bilgetigin (tur. bilge - doradca, mędrzec i tigin - książę) (?  – zm. 974 lub 975) – władca Ghazny w latach 966 - 974 lub 975.

## Życiorys
Kiedy zmarł syn Alptigina Abu Ishak Ibrahim, wojska zgromadzone w Ghaznie wybrały na swojego przywódcę Bilgetigina, który wcześniej był ghulamem Alptigina. Bilgetigin był w rzeczywistości władcą niezależnym od Samanidów. Próbowali oni odzyskać bezpośrednią władzę w Ghaznie i wysłali pod dowództwem Faʾika ekspedycję przeciwko Bilgetiginowi, jednak ten ją pokonał. Po tym wydarzeniu Samanidzi pozostawili Ghaznę w spokoju, a wnosząc ze świadectwa zawartego na dwóch zachowanych monetach Bilgetigina ten formalnie uznawał zwierzchność Mansura I (961 - 976). Bilgetigin został zabity podczas oblężenia Gardezu we wschodnim Afganistanie, lub wkrótce po nim, w walce z władcą tego miasta, którym mógł być obalony przez Alptigina dawny władca Ghazny Abu Ali lub Abu Bakr Lawik lub Anuk.